# Norrbyvattnet
Norrbyvattnet är en sjö i Strömsunds kommun i Ångermanland och ingår i Ångermanälvens huvudavrinningsområde. Sjön har en area på 1 kvadratkilometer och ligger 220,1 meter över havet.

## Delavrinningsområde
Norrbyvattnet ingår i det delavrinningsområde (707128-151494) som SMHI kallar för Utloppet av Norrbyvattnet. Medelhöjden är 220 meter över havet och ytan är 1 kvadratkilometer. Räknas de 21 avrinningsområdena uppströms in blir den ackumulerade arean 190,73 kvadratkilometer. Regasjöån (Hössjöån) som avvattnar avrinningsområdet har biflödesordning 4, vilket innebär att vattnet flödar genom totalt 4 vattendrag innan det når havet efter 142 kilometer. Avrinningsområdet har 0,94 kvadratkilometer vattenytor vilket ger det en sjöprocent på 94,2 procent.